# Batalha de Talavera
A Batalha de Talavera teve lugar nas imediações de Talavera de la Reina (Toledo, Espanha) em 28 de julho de 1809 e colocou frente a frente os exércitos aliados (Reino Unido e Espanha) contra os exércitos napoleônicos do Império Francês.

## Preparação
Uma vez expulso o exército de Soult de Portugal, Wellesley (futuro duque de Wellington) acolhe o pedido da Junta de Defesa espanhola para colaborar na luta contra as tropas napoleônicas, concretamente para ajudar a vencer ao exército do marechal Victor, concentrado na cidade de Mérida.
A reunião de Wellesley com o General Cuesta para estabelecer um plano comum de ação não sai como ambos desejavam, já que entre eles surgem numerosas disputas e desacordos na forma de levar a cabo os movimentos.

### Movimentos prévios
Entretanto, Victor muda seus homens até Talavera, onde o rei José Bonaparte, no comando da maior parte do exército de Madrid se dirige em seu auxílio e a quem se une também o general Sebastiani que observava os movimentos do espanhol Venegas por La Mancha.
Enfim, Wellesley e Cuesta conseguem alcançar um mínimo acordo e em 20 de julho juntam seus exércitos em Oropesa, a uns 40 km a oeste de Talavera de la Reina.

## A batalha

### Primeiros ataques
No dia 27 de julho o exército aliado estava posicionado alguns quilômetros a oeste do rio Alberche. As tropas francesas a mando de Victor, sem esperar a chegada de José Bonaparte e Sebastiani, atravessaram o rio Alberche ao meio-dia desse mesmo dia 27 de julho, pilhando desprevenida a uma brigada inglesa com quem se encontrava o próprio Wellesley, em posição avançada de observação. Ele esteve a ponto de ser feito prisioneiro, salvando-se no último momento ao poder montar a um cavalo e fugir a galope atrás de suas linhas.
Em preparação ao ataque iminente, o exército aliado toma posições entre o Tejo e a Colina de Medellín, situando-se essa noite os espanhóis à direita junto à cidade de Talavera, formando três linhas e tornando-se na parte mais forte da linha defensiva e os ingleses à esquerda, ocupando a colina e situando no centro das linhas um refúgio artilheiro.
Justo em frente da colina de Medellín está a colina do Cascajal, que logo se converterá no centro da posição francesa e separando ambas, está um amplo vale de mais de um km de largura com um pequeno riacho, chamado arroio da Portiña.
Encorajado por esse primeiro ataque e sem se importar com o avançado da noite, às 22h Victor lança a divisão Ruffin ao ataque contra as posições da Colina de Medellín. O assalto pelas encostas íngremes foi feito com baioneta calada contra a defesa dirigida por Hill, dominando a posição e expulsando os ingleses da altura. Refeitas as linhas inglesas, contra-atacam de novo o morro, reconquistando-o dos franceses.

### Começa o combate
Por parte francesa, o rei José Bonaparte e o general Jourdan preferiam esperar a chegada dos reforços solicitados a Soult, que se encontra no caminho desde Salamanca, mas instados pelo general Victor, começaram o ataque. O assalto de surpresa dos franceses se iniciou de madrugada sobre as posições inglesas situadas no Morro de Medellín, que suportou os ataques tendo reforçado o seu flanco esquerdo com cavalaria espanhola do Duque de Alburquerque e a 5.ª divisão espanhola de Bassecourt.
Visto o escasso êxito do ataque, José Bonaparte se reúne com Victor, Sebastiani e Jourdan para decidir se retira-se ou continua. Depois de uma longa deliberação e de saber que Soult não chegaria a Plasencia até o início de agosto e que além disso Venegas avançava até Toledo e Aranjuez com o exército de La Mancha, optaram por seguir o critério de Victor e continuar a batalha.
Enquanto isso, Wellesley aproveita esse descanso para reforçar suas posições e pedir ao general Cuesta quatro peças de artilharia de maior calibre que as suas para substituir algumas perdidas na refrega anterior.
Até o meio-dia Jourdan ordenou bombardear o morro com os canhões que estavam na colina próxima de Cascajal, mas o pequeno tamanho destes conseguiu fazer pouco dano nas fileiras inglesas. É então que ordena o ataque simultâneo da infantaria francesa contra as posições defendidas pelos britânicos. Depois de uma exaustiva luta, sustentado fundamentalmente pelo 45.º Regimento de Infantaria sob William Guard, sobre as 17 horas o exército francês é repelido de suas posições deixando para trás numerosas baixas (7 mil no lado francês, mais de 5 mil  no inglês e 1 200 no espanhol).
Durante o resto da tarde, e ante a tranquilidade da situação, o exército aliado se dedica a restabelecer suas linhas e preparar-se para passar a noite e continuar a batalha no dia seguinte. Ao amanhecer de 29 de julho, os aliados observam surpresos que o exército francês se retirou deixando os aliados sozinhos no campo de batalha.

## Resultado
Apesar da vitória e não ouvindo a opinião de Cuesta de atacar os franceses relegados agora em Cazalegas, Wellesley, em vista da iminente chegada de Soult com seu exército e temeroso de ver-se cortado de sua base de operações em Portugal, decide uma rápida retirada pela Extremadura até a fronteira, encarregando as tropas espanholas da proteção de sua retaguarda e deixando abandonada a cidade em 4 de agosto.
Em 8 de agosto, o exército de Soult se encontraria com o espanhol, que cobria a retaguarda de Wellesley, na batalha de Puente del Arzobispo. Pelos méritos da batalha, Wellesley receberia os títulos de Visconde de Wellington e Visconde de Talavera da Rainha. Por sua parte, a Junta Central de Defesa concedeu a Cuesta a Grã-cruz de Carlos III.